# Teodorada (badessa)
Teodorada o Teodrada (VIII secolo – IX secolo) è stata la figlia dell'imperatore Carlo Magno e di Fastrada, nonché badessa del monastero di Argenteuil.

## Biografia
Teodorada era la maggiore delle due figlie nate da Carlo Magno e dalla sua quarta moglie Fastrada, nonché la dodicesima figlia del sovrano franco. Dall'814 è attestata come badessa dell'abbazia di Notre-Dame di Argenteuil. Un documento presumibilmente datato 828 sostiene che Teodorada abbia ricevuto il monastero dal padre. L'abbazia diventò indipendente dalla abbazia di Saint-Denis in occasione del trasferimento e, come monastero della casa carolingia, era direttamente subordinato al re franco. Tuttavia, nel succitato documento, Teodorada ripristinò il monastero sotto l'egida di Saint-Denis, a condizione che le fosse concesso di usufruirne a vita, a meno di una sua esplicita rinuncia o di una compensazione con un altro monastero.

## Ascendenza
|                          |   |                     | Genitori               |  |  | Nonni |  |  | Bisnonni       |  |  | Trisnonni         |  |
|                          |   |                     |                        |  |  |       |  |  | Carlo Martello |  |  | Pipino di Herstal |  |
|                          |   |                     |                        |  |  |       |  |  | Carlo Martello |  |  | Pipino di Herstal |  |
|                          |   | Alpaïde di Bruyères |                        |  |  |       |  |  | Carlo Martello |  |  |                   |  |
| Pipino il Breve          |   |                     |                        |  |  |       |  |  | Carlo Martello |  |  |                   |  |
|                          |   | Rotrude di Treviri  | Lamberto II di Hesbaye |  |  |       |  |  |                |  |  |                   |  |
|                          |   | Rotrude di Treviri  | Lamberto II di Hesbaye |  |  |       |  |  |                |  |  |                   |  |
|                          |   | Rotrude di Treviri  | Clotilde               |  |  |       |  |  |                |  |  |                   |  |
| Carlo Magno              |   | Rotrude di Treviri  |                        |  |  |       |  |  |                |  |  |                   |  |
|                          |   | Cariberto di Laon   | ?                      |  |  |       |  |  |                |  |  |                   |  |
|                          |   | Cariberto di Laon   | ?                      |  |  |       |  |  |                |  |  |                   |  |
|                          |   | Cariberto di Laon   | Bertrada di Prüm       |  |  |       |  |  |                |  |  |                   |  |
| Bertrada di Laon         |   | Cariberto di Laon   |                        |  |  |       |  |  |                |  |  |                   |  |
|                          |   | Gisella di Laon     | ?                      |  |  |       |  |  |                |  |  |                   |  |
|                          |   | Gisella di Laon     | ?                      |  |  |       |  |  |                |  |  |                   |  |
|                          |   | Gisella di Laon     | ?                      |  |  |       |  |  |                |  |  |                   |  |
| Teodorada                |   | Gisella di Laon     |                        |  |  |       |  |  |                |  |  |                   |  |
|                          | … | …                   |                        |  |  |       |  |  |                |  |  |                   |  |
|                          | … | …                   |                        |  |  |       |  |  |                |  |  |                   |  |
|                          | … | …                   |                        |  |  |       |  |  |                |  |  |                   |  |
| Rodolfo III di Franconia | … |                     |                        |  |  |       |  |  |                |  |  |                   |  |
|                          |   | …                   | …                      |  |  |       |  |  |                |  |  |                   |  |
|                          |   | …                   | …                      |  |  |       |  |  |                |  |  |                   |  |
|                          |   | …                   | …                      |  |  |       |  |  |                |  |  |                   |  |
| Fastrada                 |   | …                   |                        |  |  |       |  |  |                |  |  |                   |  |
|                          |   | …                   | …                      |  |  |       |  |  |                |  |  |                   |  |
|                          |   | …                   | …                      |  |  |       |  |  |                |  |  |                   |  |
|                          |   | …                   | …                      |  |  |       |  |  |                |  |  |                   |  |
| Aéda di Baviera          |   | …                   |                        |  |  |       |  |  |                |  |  |                   |  |
|                          |   | …                   | …                      |  |  |       |  |  |                |  |  |                   |  |
|                          |   | …                   | …                      |  |  |       |  |  |                |  |  |                   |  |
|                          |   | …                   | …                      |  |  |       |  |  |                |  |  |                   |  |
|                          |   | …                   |                        |  |  |       |  |  |                |  |  |                   |  |